# Сміливість
Сміливість, смілість — одна з важливих позитивних моральних рис особистості.

## Трактування
Під сміливістю розуміють психологічну установку та поведінкову, рішучість у вчинках, самовпевненість й здатність людини долати почуття страху та розгубленості. Сміливість — це здатність у разі виникнення небезпеки (для життя, здоров'я чи престижу) зберегти стійкість організації психічних функцій і не знизити якість діяльності. Тобто, сміливість пов'язана з умінням протистояти страху і йти на виправданий ризик задля визначеної мети.
Сміливість часто плутають з хоробрістю та мужністю. Але це дещо різні речі. Сміливість походить від розуміння, яке, у свою чергу, бере початок в розумі мудрості. Хоробрість же є зовнішнім проявом сміливості. Водночас, мужність — складна якість, яка поєднує сміливість, наполегливість, стриманість, впевненість у собі, вона допомагає людині йти до мети, не зважаючи на втрати й страждання.
Наприклад, якщо у людини є сміливість щоби прийняти виклик, це означає, що її розум зрозумів ситуацію й ухвалив рішення. І лише після цього вона потребуватиме хоробрість, щоб провести це рішення в життя. Хоробрість без сміливості триває не довго. Без сміливості, що вимагає глибоке розуміння виклику, хоробрість сліпа та нерозумна.
Антоніми: боязкість, нерішучість, несміливість, острах, соромливість, сором'язливість.